# Casas de Garcimolina
Casas de Garcimolina és un municipi de la província de Conca, a la comunitat autònoma de Castella-La Manxa. Compta amb una població censada d'uns 27 habitants – una densitat de 0,7 hab/km².

## Demografia
| 1991 | 1996 | 2001 | 2006 | 2011 | 2016 |
| ---- | ---- | ---- | ---- | ---- | ---- |
| 42   | 26   | 40   | 29   | 33   | 30   |